# Portugheză europeană
Portugheza europeană, portugheza lusitană, portugheza iberică sau portugheza din Portugalia reprezintă totalitatea varietăților lingvistice ale limbii portugheze vorbite în Portugalia continentală, regiunile sale autonome (Madeira și Azore) și de emigranții portughezi din toată lumea. Aceasta cuprinde dialecte regionale precum și o ortografie, un vocabular și o gramatică proprie. Galiciana este considerată a fi un dialect al limbii portugheze.
Conform legislației Uniunii Europene, portugheza este una dintre limbi oficiale ale Uniunii, iar în texte internaționale trebuie utilizată norma europeană. De asemenea, această limbă se învață și în Spania, mai ales în Extremadura, grație vecinătății acestei regiuni cu Portugalia. De altfel, această regiune făcea parte în Antichitate din provincia romană Lusitania.
Din cauza lipsei unor norme proprii privind limba, celelalte țări lusofone (cu excepția Braziliei) urmează regulile portughezei europene. Această variantă a limbii constituie „totalitatea uzurilor lingvistice ale claselor culte din regiunile Lisabona-Coimbra”. Portugheza europeană este reglementată de Academia de Științe din Lisabona.